# Ґурськ
Ґурськ (пол. Górsk) — село в Польщі, у гміні Злавесь-Велика Торунського повіту Куявсько-Поморського воєводства.
Населення — 1964 особи (2011).
У 1975-1998 роках село належало до Торунського воєводства.

## Демографія
Демографічна структура станом на 31 березня 2011 року:
|          | Загалом | Допрацездатний вік | Працездатний вік | Постпрацездатний вік |
| -------- | ------- | ------------------ | ---------------- | -------------------- |
| Чоловіки | 979     | 221                | 695              | 63                   |
| Жінки    | 985     | 214                | 651              | 120                  |
| Разом    | 1964    | 435                | 1346             | 183                  |